# Ertela bahiensis
Ertela bahiensis là một loài thực vật có hoa trong họ Cửu lý hương. Loài này được (Engl.) Kuntze mô tả khoa học đầu tiên năm 1891.